# Constantin Fugașin
Constantin Fugașin (n. 30 martie 1951, comuna Dârvari, județul Mehedinți, România - d. 22 octombrie 2022 la București) a fost un actor și jurnalist român.

## Biografie
În 1974 a absolvit Institutul de Artă Teatrală și Cinematografică „I.L. Caragiale” din București, secțiunea Arta actorului de teatru și film. Până în decembrie 1989 a practicat meseria de actor. Din 1990 a practicat ziaristica și publicitatea timp de aproximativ 20 de ani, după care s-a reîntors la dragostea dintâi - teatrul.
Constantin Fugașin a fost ales pentru a interpreta rolul lui Nicolae Ceaușescu în episodul dedicat României din serialul sovietic Soldații victoriei, ce prezenta, după un scenariu scris de Petre Sălcudeanu, actul de la 23 august 1944; liderul comunist român urma să aibă un rol principal. Personajul Ceaușescu urma să apară în mai multe secvențe: o demonstrație prin fața Palatului Regal, condusă de el, o întâlnire printre gratii la Doftana între Nicolae și Elena în care cei doi se prefăceau că se sărută pentru ca „tovarășa” să-i strecoare un bilet cu indicații de la conducătorii PCR aflați în libertate, un discurs antifascist ținut în atelierul de tâmplărie din închisoare, întrerupt de un gardian ce se retrage intimidat de „privirea pătrunzătoare a tovarășului”, și o cuvântare rostită în ziua intrării trupelor sovietice în București. Fugașin s-a pregătit pentru probe, rostind, fără public, un discurs atât de convingător în curtea studioului de la Buftea, încât cei care l-au auzit au crezut că vorbea însuși președintele țării. Regizorul Lucian Bratu (care urma să regizeze episodul și a fost înlocuit ulterior de Doru Năstase) l-a anunțat pe actor că Nicolae și Elena Ceaușescu vizionaseră probele susținute de patru actori, iar soția liderului comunist a spus textual: «Ăsta!», alegându-l pe Fugașin pentru rolul lui Nicolae Ceaușescu, în timp ce pentru rolul ei a ales-o pe balerina Elena Dacian.
Filmările au avut loc în toamna anului 1975, iar actorul, emoționat, a urat Armatei Sovietice „drum bun” în loc de „bun venit” spre spaima membrilor părții române. Regizorul serialului, Iuri Ozerov, a tăiat la Moscova un număr mare de secvențe, iar din cele 8-9 secvențe în care apărea Ceaușescu au rămas în varianta finală doar trei: procesul, scena cu gardianul de la Doftana și cea cu discursul de întâmpinare a trupelor sovietice. Liderul comunist român a refuzat să-l primească în audiență pe Ozerov după ce aflase că rolul „revoluționar” îi fusese drastic diminuat și că rușii își arogau meritul răsturnării regimului antonescian. Serialul a fost lansat în iunie 1977 în URSS și a circulat în toate țările socialiste, cu excepția României.

## Filmografie
- Ilustrate cu flori de cîmp (1975)
- Filip cel bun (1975)
- Comedie fantastică (1975)
- Patima (1975) - băiatul cu invitațiile
- Singurătatea florilor (1976) - Fănel
- Premiera (1976) - Nichi, fiul lui Mihai și al Alexandrei Dan[4]
- Bunicul și doi delincvenți minori (1976) - Doru
- Domnișoara Nastasia (1976) - Luca Lacrima
- Gloria nu cîntă (1976)[5]
- Buzduganul cu trei peceți (1977) - Nicolae Pătrașcu, fiul lui Mihai Viteazul
- Războiul independenței (serial TV) - ostaș
- Soldații victoriei (serial sovietic, 1977) - Nicolae Ceaușescu[6]
- Acțiunea Autobuzul (1978) - studentul Nelu
- Severino (coproducție româno-est-germană, 1978)[7]
- Pe malul stîng al Dunării albastre (1983) - învățătorul
- Rămășagul (1985) - Făt Frumos[8]
- A doua variantă (1987)
- Despre oameni și melci (2012) - Colan